# Pradenca del Perú
La pradenca del Perú (Leistes bellicosus) és un ocell de la família dels ictèrids (Icteridae).

## Hàbitat i distribució
Habita terres de conreu i zones amb matolls de les terres baixes de Sud-amèrica, des de l'Equador, a través del Perú fins al nord de Xile.